# Catoptria margaritaceus
Catoptria margaritaceus là một loài bướm đêm trong họ Crambidae.